# 大橋俊夫
大橋 俊夫（おおはし としお、1952年〈昭和27年〉4月4日 - ）は、フリーアナウンサー、元エフエム東京（TOKYO FM）アナウンサーである。大阪府大阪市出身。所属事務所オフィスサッキーの取締役。

## 略歴
- 慶應義塾高等学校、慶應義塾大学経済学部卒業後、1976年4月にFM東京へアナウンサーとして入社した[1]。入社後は主に音楽番組や生ワイド番組を数多く担当し、また定時ニュースや報道特別番組も数多く担当した。1995年3月をもって、同社を退社した。その後もフリーアナウンサーとしてTOKYO FMやジャパンエフエムネットワークの番組を中心に担当する。
- 2007年11月より北海道旅客鉄道（JR北海道）の車内自動放送を担当する。
  - 「旭山動物園号」のみ「俊夫おじさん」としてアナウンスをしていた[2]。
  - 落ち着いた雰囲気のアナウンスは人気があり[3]、JR北海道のショートムービーにも出演したことがある[4]。

## エピソード
- 自転車に乗れないことを放送中に公言し、番組で仲間を集めたことがあった[1]。
- 学生時代は漫画家を目指し、同人誌を作っていたこともあった[1]。
- 中島みゆき、南沙織、今井美樹のファンであり、中島がTOKYO FMへ出演する際にはアシスタントを務めることが多い。自身で担当する番組では愛をこめて「みゆき」、「美樹さま」と呼ぶ。

## 出演

### 現在の担当番組
- デイリーフライヤー（JFNC、毎週月曜・火曜[注 1]13:00 - 13:30、2006年4月 - ） - パーソナリティ
- TOKYO FM NEWS（TOKYO FM、木曜日 17:53｟隔週｠、20:55｟隔週｠、21:55、23:55、24:55〈下記JFNニュースと兼務〉）
  - 特に23:55の回ではタイトルコール後、冒頭で「きょうの主なニュース、まとめてお伝えします」と述べてから本編に入る。
- JFNニュース（木曜 18:55｟隔週｠、19:55｟隔週｠、24:55〈上記TOKYO FM NEWSと兼務〉、金曜 8:55）

### FM東京（TOKYO FM）時代の出演番組（一部）
- FM STATION my sound graffiti[1]
- ポピュラーリクエストアワー（ジャパンエフエムネットワーク）
- 昼のスカイスタジオ 〜ミュージック・プランツォ〜
- 歌謡バラエティ
- おはようTOKYOITE
- BIG BANG TOKYO
- 赤坂泰彦のMillion Nights
- 中島みゆき お時間拝借
- JFN年越し特別番組「あの素晴らしい歌をもう一度」
- 特別番組「JALホノルルマラソン生中継」
- 赤坂泰彦の東京・ニューヨーク25時間スペシャル（FM東京(TOKYO FM)開局25周年記念スペシャル／1995年）
- 報道特別番組「皇太子・雅子ご成婚」

### フリーランス時代 出演番組 放送終了分（一部）
- やまだひさしのラジアンリミテッド内のコーナー「NTTPC presentsアンビリタイムス」（一部地域を除く、22:55 - 23:00）
- ラジオ黄金時代しんドル・パーラー内のコーナー「しんドル占いの館」（一部地域を除く、木曜28時台。「ラージブリッジ大橋」として）
- DAY BREAK FRIDAY PART II マイ サウンド ファイル（一部地域を除く、金曜 27:00 - 29:00） - パーソナリティ
  - 2007年9月27日（26日 27:00 - 29:00）
- DAY BREAK（木曜 27:00 - 29:00）パーソナリティ 2009年4月2日まで担当 2009年4月6日（翌月曜日）に移動
- ALL ROADS LEAD to HOKKAIDO!（2016年3月27日、AIR-G'・TOKYO FM）

### 自動放送
- JR北海道 2007年11月より、在来線列車の車内放送を担当[3]。
- 五稜バス 2023年3月より、成田空港 - 軽井沢間の高速バス車内放送を担当[5]。